# Nuno
Nuno, voetbalnaam van Herlander Simões Espírito Santo (Sao Tomé, 25 januari 1974), is een Portugees voetbaltrainer en voormalig voetballer van Santomese afkomst. Hij maakte als reservedoelman deel uit van de Portugese selectie voor het Europees kampioenschap voetbal 2008.

## Spelersloopbaan
Nuno begon zijn voetbalcarrière bij Vitória uit Guimarães. Na zijn periode bij Vitória speelde hij nog bij Vila Real, Deportivo La Coruña, Mérida, Osasuna, FC Porto, Dinamo Moskou, Aves en opnieuw FC Porto. Met FC Porto won Nuno onder anderen de UEFA Champions League, de UEFA Cup en de wereldbeker voor clubteams.

## Trainersloopbaan
Nuno begon zijn trainersloopbaan bij het Portugese Rio Ave nadat de club Carlos Luís Brito had ontslagen. In slechts twee seizoenen wist Nuno van Rio Ave een subtopper in Portugal te maken: het haalde de bekerfinale die het verloor van Benfica en het nam voor het eerst deel aan de UEFA Europa League in het seizoen 2013/14. Op 4 juli 2014 tekende Nuno een eenjarig contract bij Valencia na het ontslag van Juan Antonio Pizzi. Daar stapte hij op na de 1–0 nederlaag tegen Sevilla op 30 november 2014, waardoor Valencia bleef steken op de negende plaats op de ranglijst. Hij werd opgevolgd door de Engelse oud-international Gary Neville, wiens komst drie dagen later werd aangekondigd door de clubleiding.
Op 31 mei 2017 maakte Wolverhampton Wanderers bekend dat Nuno was aangesteld als hoofdtrainer van de Engelse club, kort na het voortijdige vertrek van Paul Lambert Hij was de zevende hoofdtrainer sinds februari 2012 en de vierde sinds The Wolves medio 2016 in handen kwam van de Chinese eigenaar Fosun. Met die club wist hij in zijn eerste jaar de felbegeerde promotie af te dwingen naar de Premier League, mede door de aankoop van de Portugese international Rúben Neves voor een recordbedrag van 15,8 miljoen pond sterling. Onder leiding van Nuno zette Wolverhampton een succesvolle reeks neer. Op 14 april 2018 wist de club na een absentie van zes jaar terug te keren in de Premier League. The Wolves zagen concurrent Fulham diezelfde dag gelijkspelen tegen Brentford (1–1), waardoor de club zich verzekerde van een klassering in de top twee.
Op 30 juni 2021 werd Nuno aangesteld als hoofdtrainer van Tottenham Hotspur. Op 1 november 2021 werd hij als trainer bij Tottenham Hotspur ontslagen. Tottenham Hotspur stond op dat moment op een achtste plaats met vijftien punten uit tien wedstrijden.
Op 4 juli 2022 werd Nuno aangesteld als hoofdtrainer van Al-Ittihad, uitkomend in de Saudi Professional League. Bij deze club werd hij op 8 november 2023 ontslagen na een 2-0 verlies in de Aziatische Champions League tegen het Irakese Al-Qowa Al-Jawija.
Sinds 20 december 2023 aangesteld als hoofdtrainer van Nottingham Forest. 

## Erelijst
Als speler
 Deportivo La Coruña
- Copa del Rey: 2001/02

 FC Porto
- UEFA Cup: 2002/03
- UEFA Champions League: 2003/04
- Intercontinental Cup: 2004
- Primeira Liga: 2002/03, 2003/04, 2007/08, 2008/09
- Taça de Portugal: 2002/03, 2008/09
- Supertaça Cândido de Oliveira: 2003, 2004

Individueel als speler
- Trofeo Zamora: 1999/00 (Segunda División)

Als trainer
 Wolverhampton Wanderers
- Football League Championship: 2017/18

 Al-Ittihad
- Saudi Pro League: 2022/23
- Saudi Super Cup: 2022

Individueel als trainer
- La Liga Gerente del Mes: september 2014, december 2014, februari 2015
- EFL Championship Manager of the Month: november 2017
- LMA Manager of the Year: 2017/18 EFL Championship
- Premier League Manager of the Month: september 2018, juni 2020, oktober 2020, augustus 2021, oktober 2024, december 2024, maart 2025
- University of Wolverhampton: Honorary Doctorate in Sport: 4 mei 2019

## Eerbewijzen
Espirito Santo kreeg op 4 mei 2019, voor de wedstrijd van Wolverhampton tegen Fulham, een eredoctoraat in sport van de Universiteit van Wolverhampton, uitgereikt door rector Geoff Layer.